# Stanisław Werner (literat)
Stanisław Werner (ur. 23 lipca 1928 w Zawierciu, zm. 6 czerwca 2006 w Warszawie) – polski poeta, autor librett operowych, scenariuszy widowisk muzycznych, tekstów piosenek, tłumacz i dziennikarz.

## Życiorys
W 1947 r. ukończył I Liceum Ogólnokształcące im. Stefana Żeromskiego w Zawierciu. Naukę kontynuował na Uniwersytecie Warszawskim, gdzie studiował polonistykę i dziennikarstwo. Przez resztę życia związany z Warszawą. Działał w Stowarzyszeniu Autorów ZAiKS i Związku Polskich Autorów i Kompozytorów (ZAKR). Pracował m.in. w kolegium redakcyjnym kwartalnika „Polish Culture”, piastował stanowisko wiceprezesa Fundacji „ArtGard”, redaktor kwartalnika „Materiały Repertuarowe GZP”, kierownik literacki Śląskiej Estrady Wojskowej i Centralnego Zespołu Artystycznego Wojska Polskiego. Współpracował z Mirosławem Łebkowskim, od 1966 r. pod wspólnym pseudonimem „Stamir”.
Zmarł w Warszawie, pochowany na cmentarzu ewangelicko-reformowanym (sektor 10-1-7).

## Wybór twórczości

### Poezja
- Domysły – tomik poetycki (premiera 1 stycznia 1997 r.)

### Libretta operowe
- Rewizor jedzie według Nikołaja Gogola (wraz z M. Łebkowskim, muz. J. Tomaszewskim)
- Nasz człowiek w Hawanie według Grahama Greene’a (wraz z M. Łebkowskim, W. Wróblewska, muz. J. Tomaszewskim)
- Jubileusz według Antona Czechowa (wraz z M. Łebkowskim, muz. A. Januszko)

### Utwory dla dzieci
- Skarby złotej kaczki,
- Drzewko Aby Baby (wraz z M. Łebkowskim, muz. J. Talarczykiem)[5]
- O kołku w płocie co służył w piechocie (wraz z M. Łebkowskim)
- Mowgli syn dżungli według Rudyarda Kiplinga (wraz z M. Łebkowskim)
- Dwie podróże Guliwera według Jonathana Swifta (wraz z M. Łebkowskim)

### Przekłady
- Tannhäuser
- Kawaler srebrnej róży
- Żegnaj nam Johnny (wraz z M. Łebkowskim)
- Płaszcz
- Gianni Schicchi
- Siostra Angelica
- Córka pułku
- Zięć bez rodowodu (wraz z M. Łebkowskim, T. Laskowskim)
- Popłoch wśród dziewcząt
- Wesele Kreczyńskiego
- Piękna Galatea (wraz z M. Łebkowskim)
- Noc w Wenecji
- Paganini
- Gasparone (wraz z M. Łebkowskim, T. Laskowskim)
- Dama z portretu
- Dwa serca i wiedeński walc
- Giuditta
- Księżniczka Trebizondy (wraz z M. Łebkowskim, J. Kondrackim)
- Gejsza
- Róża wiatrów (wraz z M. Łebkowskim, J. Niewiarowskim)

### Piosenki[6]
- Do ciebie, mamo
- Pod Niebem Valparaiso
- Ze mną bądź
- List Do Plutonu
- Co Będzie Za Żelazną Bramą
- Szesnaście Lat
- Nasze Dziewczyny
- Ernestyna I Ja
- List Do Plutonu
- Piosenka Z Całusem
- Gołąbku
- Wariag
- Matura Za Pasem
- Marynarka – To Męska Przygoda
- Z Tobą Nad Jeziora
- Bałtyku Mój
- Kiedyśmy Wracali
- Nawet Księżyc Ma Swój Księżyc
- Nie Chodź Do Domu
- Czterej Wędkarze
- A Ty Mnie Czekaj

## Ordery i odznaczenia
- Krzyż Oficerski Orderu Odrodzenia Polski, m.in. za działalność na rzecz ZAiKS-u (1998)[7]
- Medal ZAiKS-u (1988)[8]
- Odznaka Honorowa ZAiKS-u (1978)[8]

## Nagrody i wyróżnienia
- III nagroda na Krajowym Festiwalu Piosenki Polskiej Opole za Piosenkę z całusem oraz nagroda Przewodniczącego Wojewódzkiej Rady Narodowej w Opolu za piosenkę A gdzie to jest (1965)
- Srebrny Pierścień na Festiwalu Piosenki Żołnierskiej w Kołobrzegu (1971, 1973 i 1974)
- Złoty Pierścień na Festiwalu Piosenki Żołnierskiej w Kołobrzegu (1972, 1974 i 1977)[2]